# Broderick Soncuaco Pabillo
Broderick Soncuaco Pabillo (Victorias, 11 marzo 1955) è un vescovo cattolico filippino, dal 29 giugno 2021 vicario apostolico di Taytay.

## Biografia
Broderick Soncuaco Pabillo è nato a Victorias l'11 marzo 1955 da Conrado Cordova Pabillo e Gloria Suncuaco Pabillo.

### Formazione e ministero sacerdotale
Ha frequentato la St. Joseph School di Naga City fino al 1968 e il Don Bosco Juniorate a San Fernando City fino al 1972.
Nel 1974 è entrato nel noviziato della Società salesiana di San Giovanni Bosco. Nel 1977 ha conseguito il Bachelor of Science in educazione industriale presso il Don Bosco College Seminary a Canlubang, Calamba. In seguito ha prestato servizio come insegnante presso gli istituti salesiani di Makati dal 1977 al 1978 e di Canlubang dal 1978 al 1979. Dal 1979 al 1982 ha proseguito gli studi di teologia presso l'Università di Santo Tomás a Manila. Il 1º aprile 1981 ha emesso la professione solenne.
L'8 dicembre 1982 è stato ordinato presbitero nella basilica cattedrale dell'Immacolata Concezione a Manila dal cardinale Jaime Lachica Sin, arcivescovo metropolita di Manila. L'anno successivo è stato inviato a Roma per studi. Nel 1986 ha conseguito la licenza in Sacra Scrittura presso il Pontificio Istituto Biblico. Tornato in patria è stato vicario parrocchiale della parrocchia di Sant'Ildefonso a Makati dal 1986 al 1987; professore di Antico Testamento presso il Don Bosco Center of Studies Parañaque Parañaque dal 1987 al 1999; vicario, poi economo e infine rettore dello stesso dal 1996 al 1999. Ha insegnato anche presso il seminario "San Carlo" di Makati, il seminario "San Giuseppe" di Jaro, il seminario "San Vincenzo" di Tandang Sora e il seminario "Immacolata Concezione" di Malolos. Nel 1999 si è incardinato nel vicariato apostolico di Puerto Princesa. In seguito è stato parroco della parrocchia di Sant'Ezequiel Moreno a Macarascas, un barangay di Puerto Princesa, dal 1999 al 2006.

### Ministero episcopale
Il 24 maggio 2006 papa Benedetto XVI lo ha nominato vescovo ausiliare di Manila e vescovo titolare di Sitifi. Ha ricevuto l'ordinazione episcopale il 19 agosto successivo nella chiesa parrocchiale di Sant'Ezequiel Moreno di Macarascas dal cardinale Gaudencio Borbon Rosales, arcivescovo metropolita di Manila, co-consacranti l'arcivescovo Fernando Filoni, nunzio apostolico nelle Filippine, e il vicario apostolico di Puerto Princesa Pedro Dulay Arigo. Il 12 settembre è stato accolto nell'arcidiocesi di Manila con una cerimonia tenutasi nella basilica cattedrale dell'Immacolata Concezione.
Ha prestato servizio come vicario generale, membro del collegio dei consultori e del consiglio presbiterale dal 2006, incaricato del consiglio per gli affari pastorali dal 15 settembre 2008, membro del consiglio pastorale arcidiocesano dal 9 maggio 2011 e vicario episcopale per i presbiteri ospiti dal 16 gennaio 2012.
Nel novembre del 2010 e nel maggio del 2019 ha compiuto la visita ad limina.
Il 10 febbraio 2020, con la partenza del cardinale Luis Antonio Tagle per Roma a seguito della sua nomina a prefetto della Congregazione per l'evangelizzazione dei popoli, papa Francesco lo ha nominato amministratore apostolico dell'arcidiocesi di Manila. Il 24 giugno 2021, giorno della presa di possesso del nuovo arcivescovo, il cardinale Jose Fuerte Advincula, ha lasciato questo ufficio.
Il 23 luglio 2020 ha rivelato di essere risultato positivo al test per il nuovo coronavirus SARS-CoV-2, in seguito al rilascio del risultato del suo test RT-PCR. Era un portatore asintomatico. Nel mese di agosto è risultato negativo al medesimo test.
Il 29 giugno 2021 papa Francesco lo ha nominato vicario apostolico di Taytay.
In seno alla Conferenza dei vescovi cattolici delle Filippine è presidente della commissione per i laici dal 1º dicembre 2017. In precedenza è stato presidente della commissione per l'azione sociale, la giustizia e la pace dal 1º dicembre 2007 al 2013 e presidente del comitato per gli affari pubblici dal 1º dicembre 2013 al 30 novembre 2015.
In seno alla Federazione delle conferenze episcopali dell'Asia è stato membro dell'ufficio per l'evangelizzazione dal 1º gennaio 2008 al 31 dicembre 2010 e dal 1º gennaio 2017 al 31 dicembre 2019.
È anche membro del consiglio di fondazione della Pondo ng Pinoy Community Foundation dal gennaio del 2007 e della Philippine Bible Society dall'aprile del 2008. In precedenza è stato membro del consiglio di fondazione dell'Asian Social Institute di Manila dal 2007 al 2008 e del 2011 al 2013.

## Genealogia episcopale
La genealogia episcopale è:
- Cardinale Scipione Rebiba
- Cardinale Giulio Antonio Santori
- Cardinale Girolamo Bernerio, O.P.
- Arcivescovo Galeazzo Sanvitale
- Cardinale Ludovico Ludovisi
- Cardinale Luigi Caetani
- Cardinale Ulderico Carpegna
- Cardinale Paluzzo Paluzzi Altieri degli Albertoni
- Papa Benedetto XIII
- Papa Benedetto XIV
- Papa Clemente XIII
- Cardinale Marcantonio Colonna
- Cardinale Giacinto Sigismondo Gerdil, B.
- Cardinale Giulio Maria della Somaglia
- Cardinale Carlo Odescalchi, S.I.
- Cardinale Costantino Patrizi Naro
- Cardinale Lucido Maria Parocchi
- Papa Pio X
- Cardinale Gaetano De Lai
- Cardinale Raffaele Carlo Rossi, O.C.D.
- Cardinale Amleto Giovanni Cicognani
- Arcivescovo Bruno Torpigliani
- Cardinale Gaudencio Rosales
- Vescovo Broderick Soncuaco Pabillo